# Mořice
Mořice jsou obec v okrese Prostějov v Olomouckém kraji. Žije zde 529 obyvatel.

## Název
Na vesnici bylo přeneseno původní pojmenování jejích obyvatel, které znělo Mořici. Jeho základem bylo osobní jméno Mora nebo Móra nebo Mořa, což mohl být domácké podoby jména Mořic nebo jména založená na obecném mořiti. Význam obyvatelského jména byl Morovi/Mórovi/Mořovi lidé".

## Historie
První písemná zmínka o obci pochází z 27. ledna 1238 (de Moriz), a sice z listiny, kterou potvrzuje bratr krále Václava I., markrabě moravský Přemysl Doubravnickému klášteru právo na ves Semislav na Opavsku; mezi svědky vyhotovení je uveden Předibor z Mořic – nižší šlechtic, který měl v Mořicích majetek a psal se po nich. V následujících staletích se v držení Mořic vystřídali páni z Kravař a další šlechtické rody, naposledy Žerotínové, jimž panství patřilo do roku 1620, kdy po Bedřichu Vilémovi ze Žerotína, za účast na stavovském povstání zbaveném majetku, získal Mořice jako konfiskát Maxmilián, kníže Lichtenštejn. Ten záhy poté, roku 1633, daroval Mořice klášteru paulánů, který založil se svou manželkou Kateřinou rozenou z Boskovic ve Vranově u Brna. V majetku řádu zůstaly Mořice až do jeho zrušení císařem Josefem II. v roce 1784, panství pak přešlo do správy Moravského náboženského fondu; od něj je získal v roce 1812 za 150 tisíc zlatých rakouský arcivévoda Ferdinand Karel d'Este, princ z Parmy a Modeny, a po něm jeho synovec František d'Este, pán na Modeně. V roce 1885 panství zakoupil arcibiskup Fürstenberk pro arcibiskupství olomoucké, v jehož držení bylo do roku 1924, kdy zbytkový statek a další polnosti byly přiděleny občanům z Mořic, Němčic, Nezamyslic a Vrchoslavic.

### Významné události
- 1807 – při požáru byla zničena celá obec i se zámkem, vyjma dvou stavení za mlýnskou strouhou
- 1866 – v důsledku prusko-rakouské války epidemie cholery, kterou sem zavlekli pruští vojáci – zemřelo 29 obyvatel
- 1871 – otevřena obecní knihovna
- 1872 – 1. března otevřena nová škola
- 1890 – zřízena Rolnicko-občanská záložna (v letech 1939–1945 přeměněna na kampeličku)
- 1891 – vznik družstva Parní mlátičky
- 1896 – založena Dobrovolná hasičská jednota
- 1897 – zřízen samostatný poštovní úřad
- 1900 – vznik Družstva pro pojištění hovězího dobytka
- 1910 – postaveno hasičské skladiště
- 1919 – založena Tělovýchovná jednota Sokol (původně jako odbočka Sokola v Němčicích nad Hanou
- 1927 – zřízena telefonní hovorna
- 1927 – 14. března otevřena sokolovna
- 1949 – 8. března ustaven výbor pro založení JZD

## Obyvatelstvo

### Struktura
Vývoj počtu obyvatel za celou obec i za jeho jednotlivé části uvádí tabulka níže, ve které se zobrazuje i příslušnost jednotlivých částí k obci či následné odtržení.
| Rok            | 1869 | 1880 | 1890 | 1900 | 1910 | 1921 | 1930 | 1950 | 1961 | 1970 | 1980 | 1991 | 2001 | 2011 | 2021 |
| -------------- | ---- | ---- | ---- | ---- | ---- | ---- | ---- | ---- | ---- | ---- | ---- | ---- | ---- | ---- | ---- |
| Počet obyvatel | 409  | 538  | 501  | 545  | 556  | 581  | 570  | 537  | 575  | 562  | 531  | 483  | 474  | 482  | 494  |
| Počet domů     | 82   | 87   | 88   | 97   | 103  | 106  | 123  | 129  | 137  | 141  | 133  | 152  | 163  | 162  | 167  |

## Obecní správa
V květnu 2020 se úřadu starosty Mořic ujal Tomáš Pavelka, který byl k roku 2024 nejmladším starostou v Česku.

### Obecní symboly
Znak a vlajka byly obci uděleny rozhodnutím předsedy Poslanecké sněmovny Parlamentu České republiky dne 28. listopadu 2000.

## Doprava
Územím obce prochází dálnice D1 s exitem 244; silnice I/47 v úseku Vyškov – Kroměříž a silnice II/433 v úseku Němčice nad Hanou – Mořice – Morkovice-Slížany.

## Pamětihodnosti
- Zámek Mořice – barokní zámek, postavený na místě původní tvrze ze 14. století (připomínaná poprvé v roce 1384) koncem 17. století nebo kolem roku 1700. Archivně je doložena dostavba věže roku 1709. V roce 1807 zámek vyhořel a jeho rekonstrukce proběhla zřejmě až po roce 1816. Celý zámecký areál se zámeckou kaplí a sladovnou náleží k nejvzácnějším v celém regionu.
- Kostel svatého Martina – V letech 1703–1728 (patrně ve třech etapách 1703–1707, 1708–1709, 1728–1729), kdy zámek patřil řádu paulánů, zde byla postavena kaple svatého Martina, patrně na místě kaple neznámého stáří (Řehoř Wolný píše, že v Mořicích se kostel připomíná v letech 1384 a 1437; pokud je tato informace správná, zanikl bez stopy v terénu). Poprvé byla kaple vysvěcena v roce 1709, pamětní nápis v kartuši nad portálem udává, že kardinál V. H. Schrattenbach kapli vysvětil 13. června 1728 ke cti svatého Františka z Pauly. Interiér stavby s centrální dispozicí je vyzdoben freskami, venkovní ochoz zdobí sochy světců a andělů. Po zrušení vranovského paulánského kláštera měla být mořická kaple zbořena; na žádost obce zůstala zachována a přičleněna jako filiální kostel do sousedních Nezamyslic. Patrně tehdy také získala nynější patrocinium – zasvěcení svatému Martinovi
- Smírčí kříž u hřbitovní zdi – nejstarší dochovaná památka v obci, zvaná „baba“, vytesán z hrubozrnného pískovce. Existují dvě verze o jeho původu – podle jedné měl být zasazen na paměť příchodu slovanských věrozvěstů Cyrila a Metoděje na Moravu, podle druhé jde o smírčí kříž z roku 1430.
- Králíků mlýn – Mlýn v Mořicích na Hané byl vystavěn v roce 1234 a patřil k mořickému panství Benedikta z Kravař do roku 1388. Po následných a četných změnách majitelů v roce 1620 tehdejší majitelé, Vilém a Bedřich ze Žerotína, kvůli účasti na odboji o mlýn nakonec přišli. Téhož roku byl mlýn Královskou komorou darován knížeti Maxmiliánu z Lichtenštejna, který panství následně daroval Vranovskému klášteru. V roce 1788 se majitelem mlýna stává Jan Kumpán. Dále až do roku 1927 dochází opět k četným změnám majitelů. Až roku 1927 kupuje mlýn Josef Králík z Kralic na Hané. Josef Králík byl nucen zchátralý mlýn zbourat a postavit mlýn nový. V novém mlýně byla nahrazena původní tři mlýnská kola Francisovou turbínou s naftovým a elektrickým motorem. V roce 2015 od vnuků mlynáře Králíka, Josefa a Jaromíra, kupují mlýn Miroslav Kleveta z Němčic nad Hanou, Lubomír Konšel z Mořic a Josef Doležal z Klečůvky u Zlína. Tito majitelé se v letech 2016 a 2017, díky značnému úsilí při rekonstrukci, zasloužili o nynější vzhled mlýna. V roce 2021 se majitelem stal Lubomír Konšel z Mořic s rodinou.[12]

## Osobnosti
- Jaroslav Vítek (1915–1966), atlet

## Fotogalerie

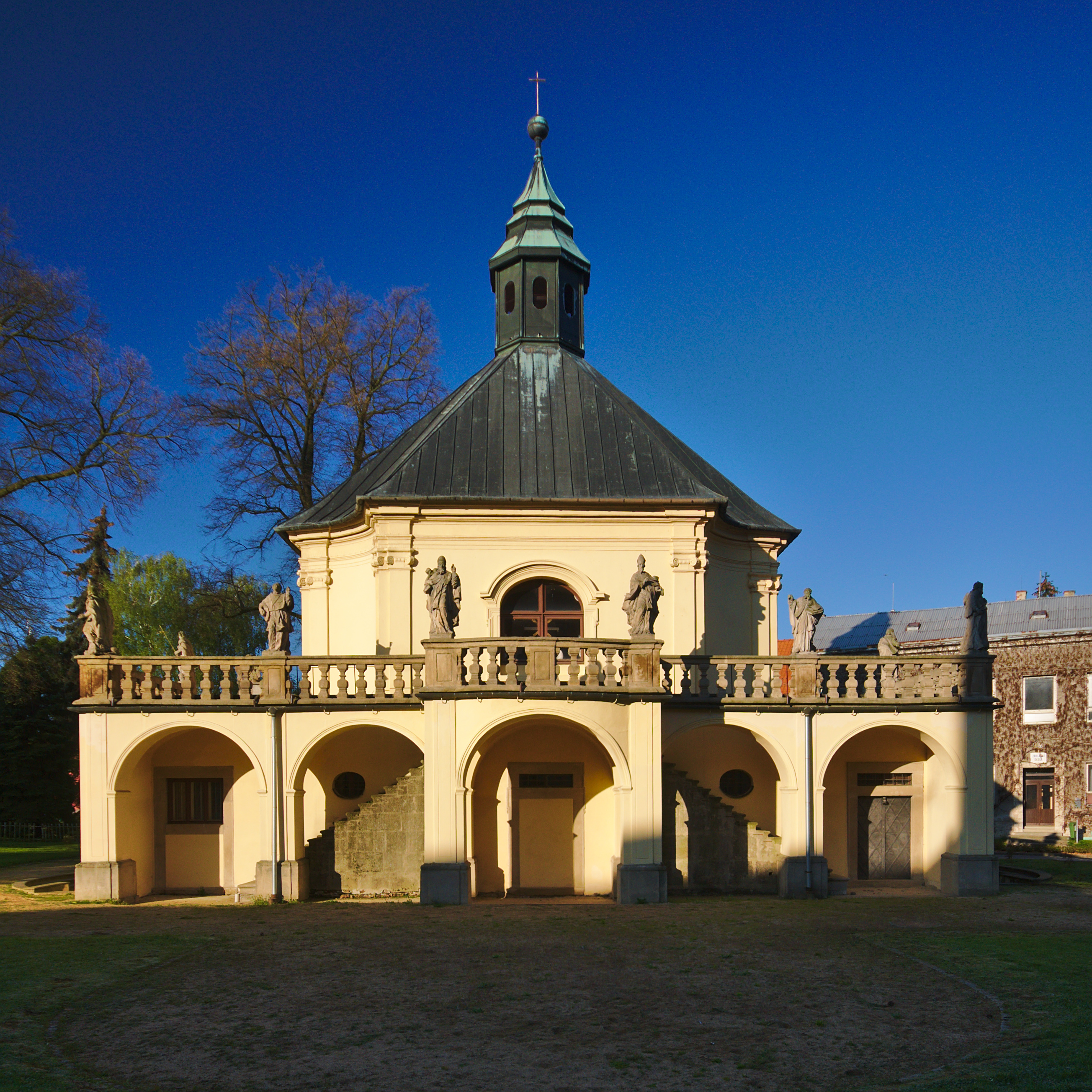
Kostel svatého Martina
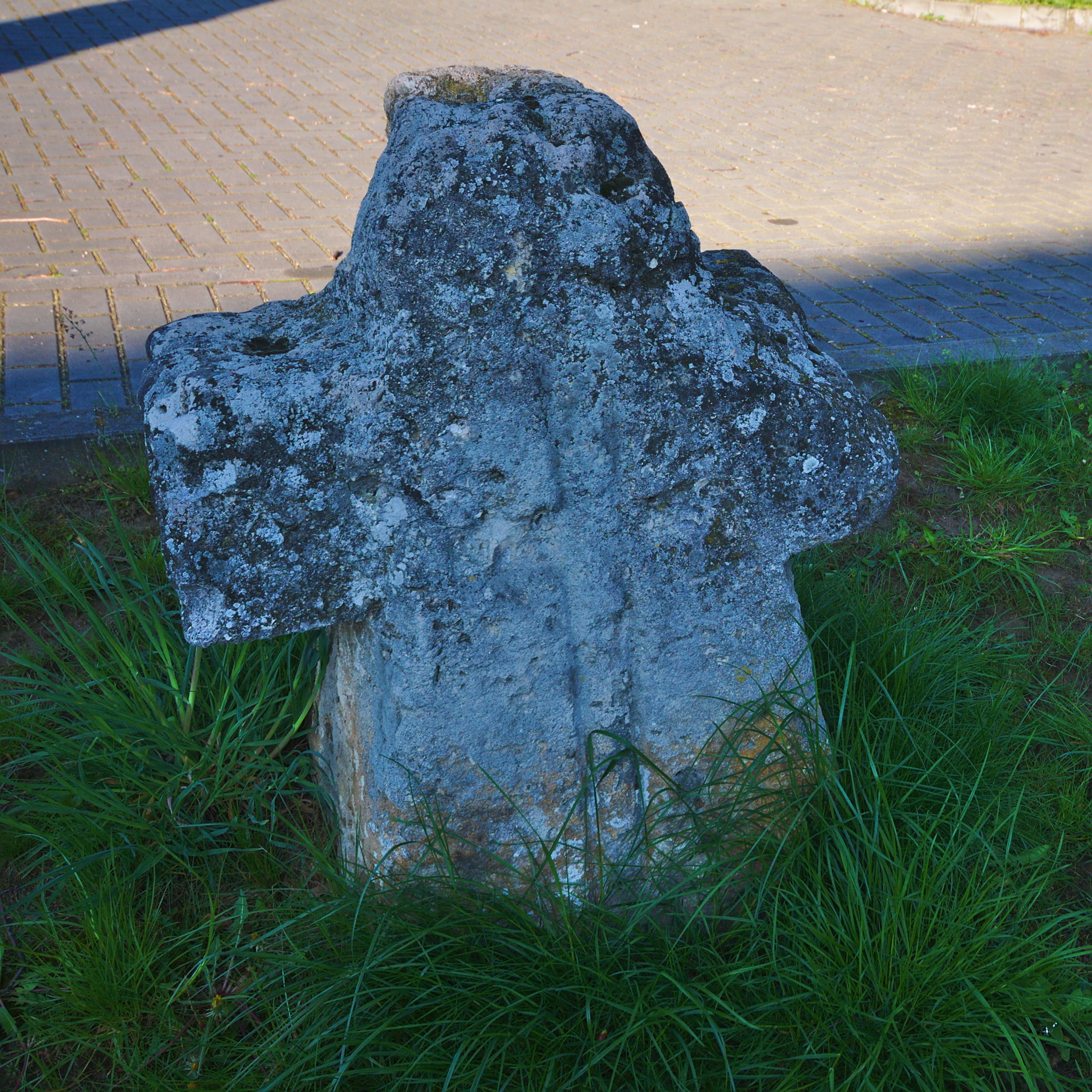
Smírčí kříž u hřbitova
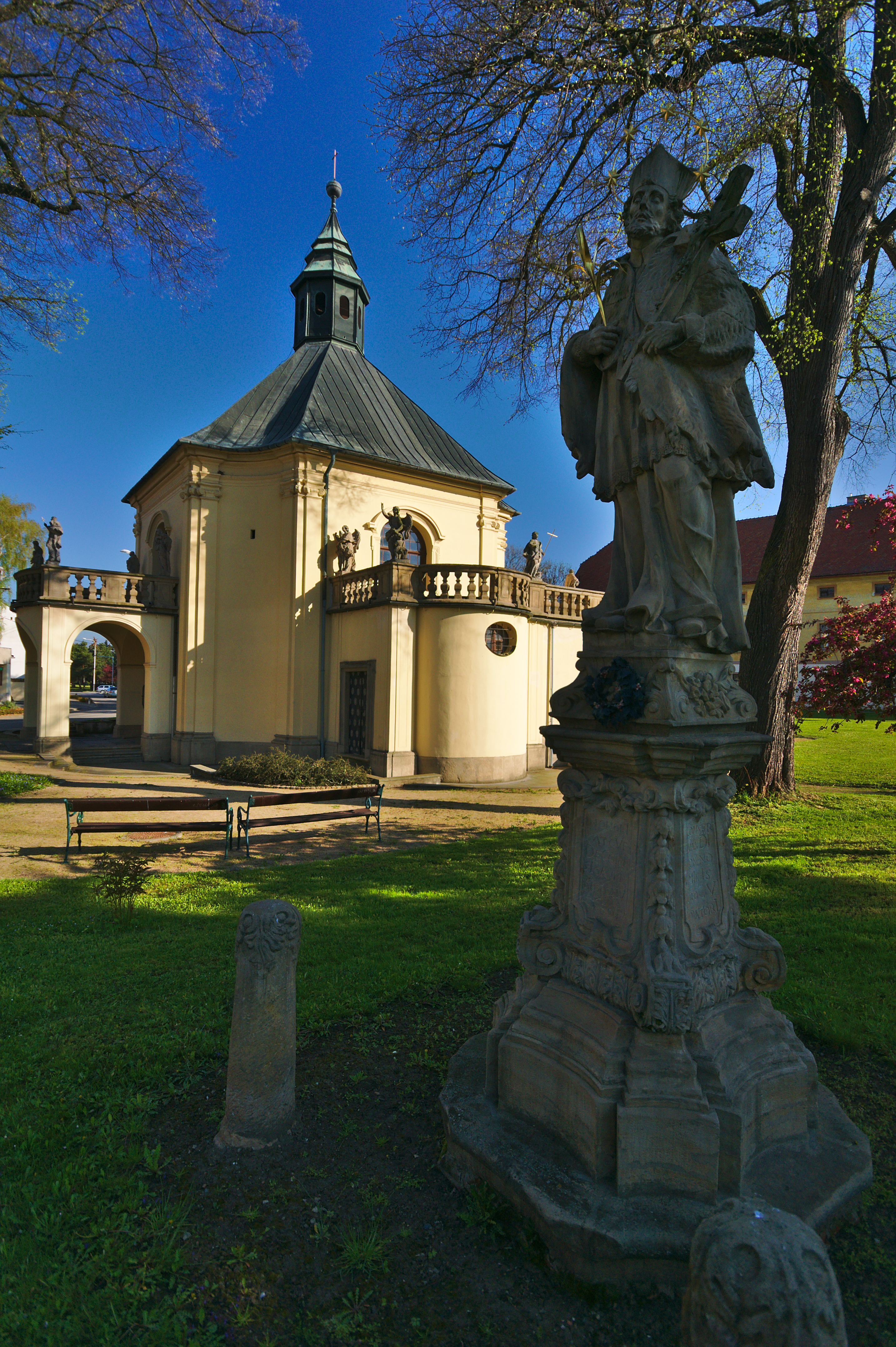
Socha svatého Jana Nepomuckého
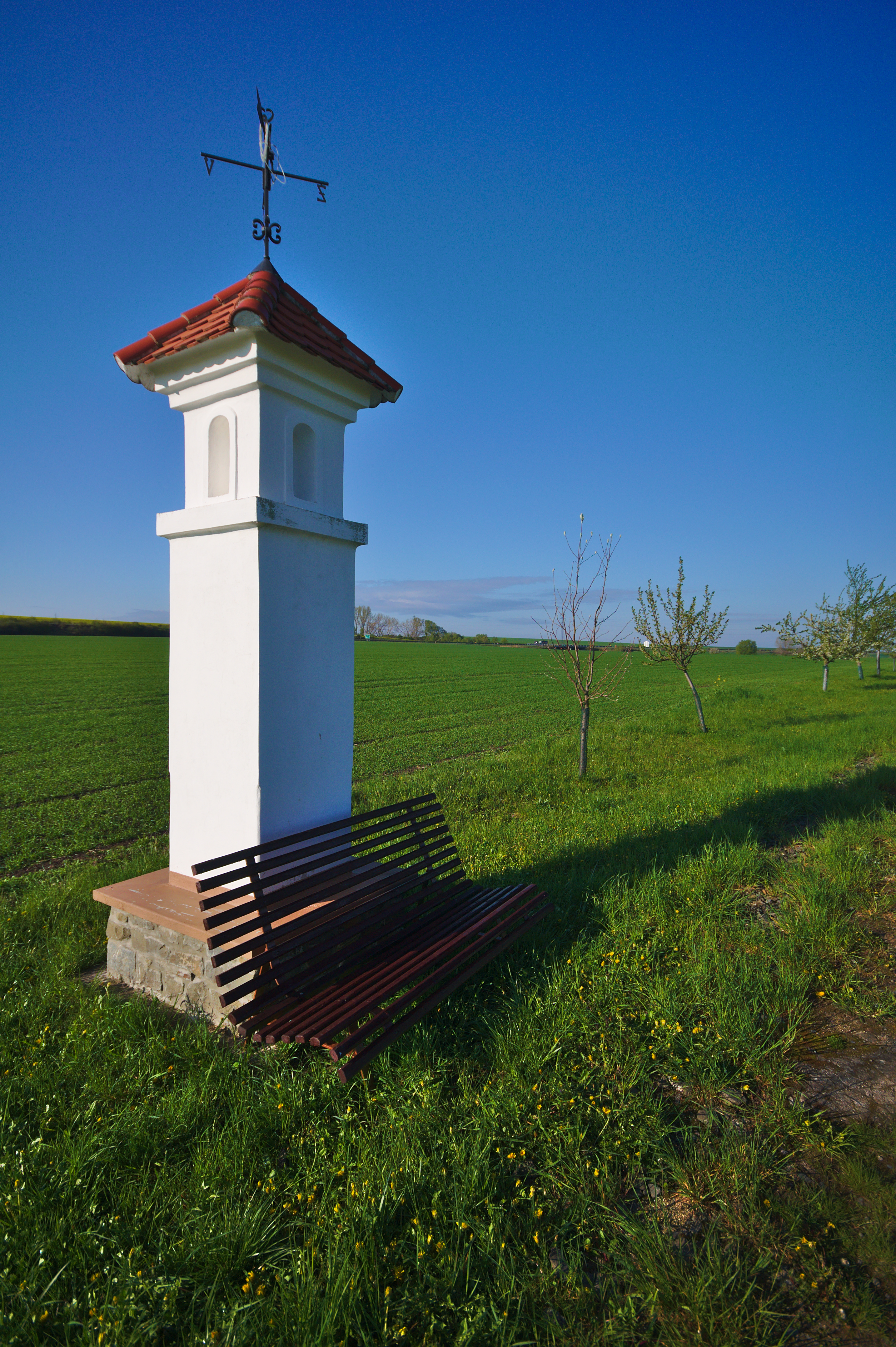
Boží muka jihozápadně od obce
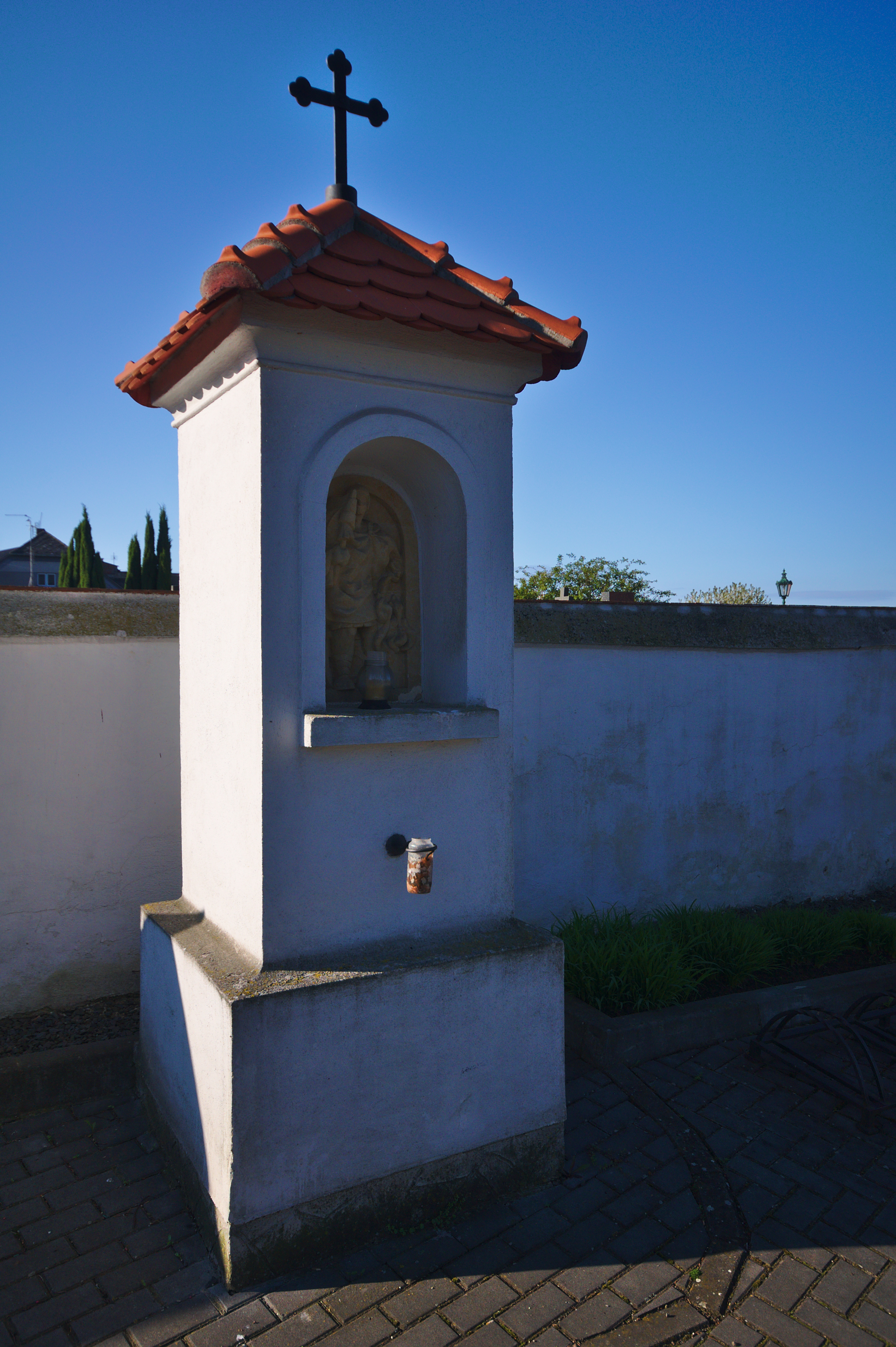
Boží muka u hřbitova
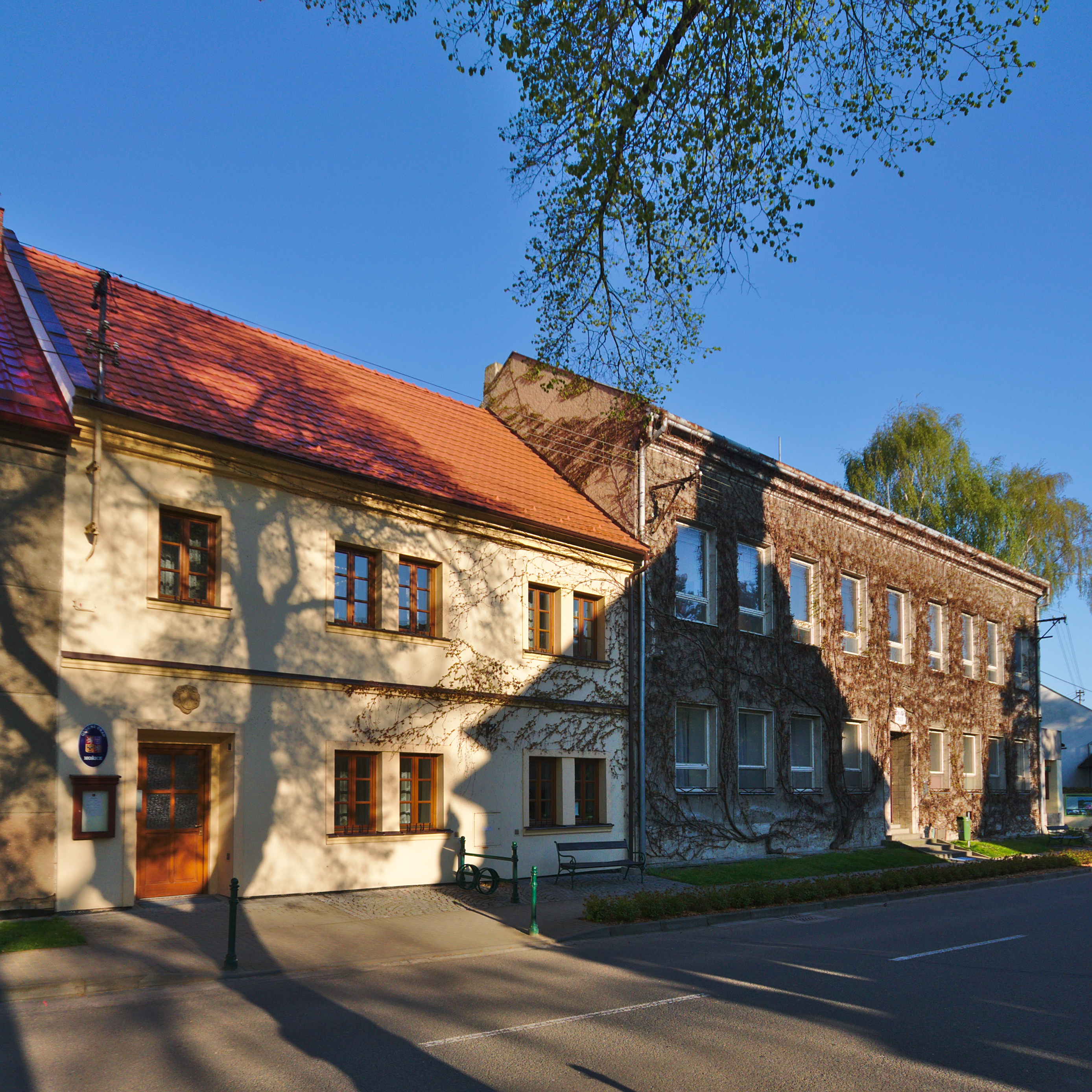
Obecní úřad
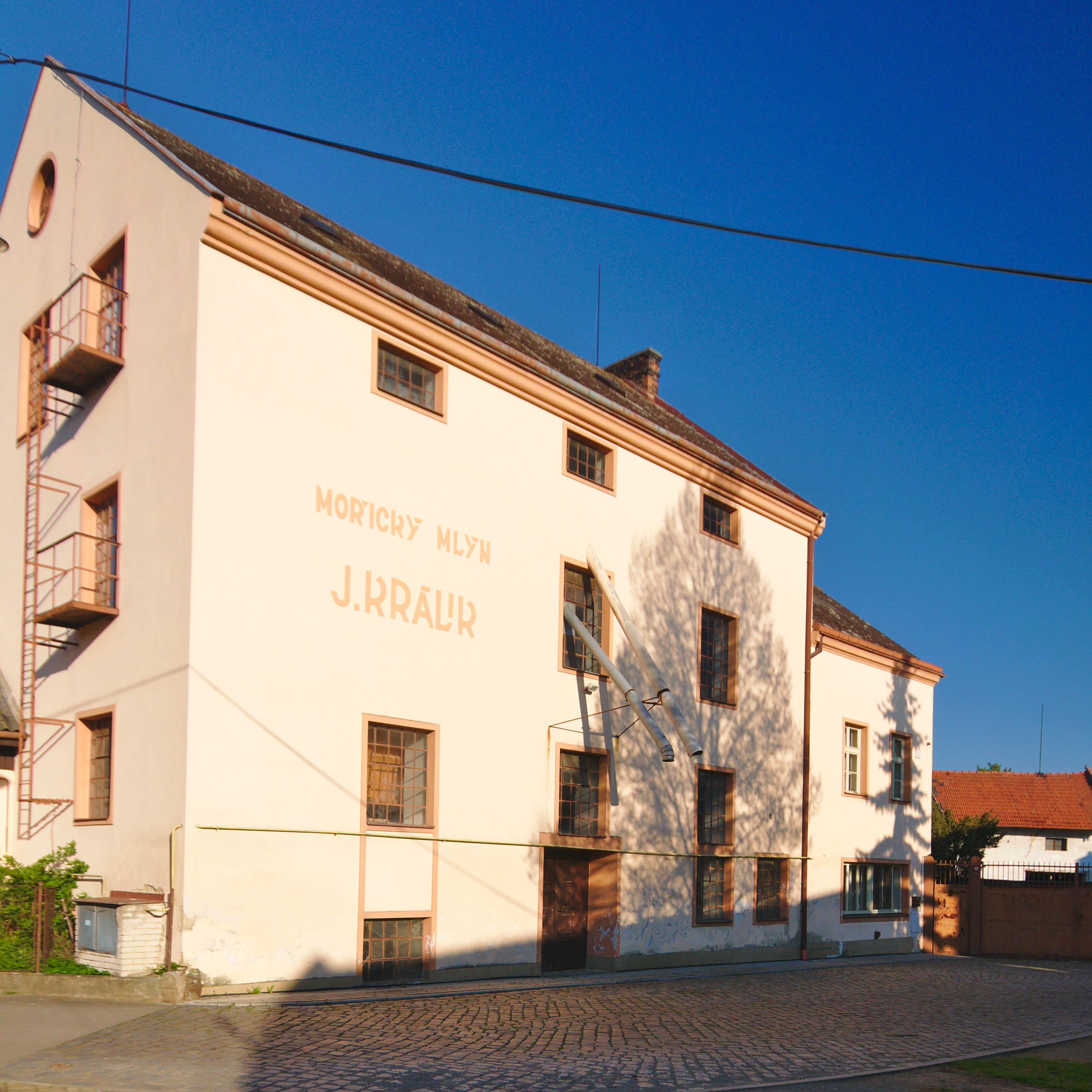
Mlýn